# 마리나 코마스
마리나 코마스(Marina Comas, 1996년 9월 1일 ~ )는 스페인의 배우이다.

## 작품 목록
- 블랙 브레드 (Pa negre, 2010)